# Encephalartos lebomboensis
Encephalartos lebomboensis là một loài thực vật hạt trần trong họ Zamiaceae. Loài cây này có nguồn gốc từ dãy núi  Lebombo của Nam Phi. Loài này được Verd. mô tả khoa học đầu tiên năm 1949.